# دس (دهانه)
دس یک دهانه برخوردی در ماه‌ است.

## دهانه‌های اقماری
این دهانه ۱ دهانه اقماری دارد.
| Das | عرض جغرافیایی | طول جغرافیایی | قطر          |
| --- | ------------- | ------------- | ------------ |
| G   | ۲۶.۹° S       | ۱۳۵.۲° W      | ۳۲.۰ کیلومتر |